# Liesbeth Punt
E.N. „Liesbeth“ Punt (* 1962) ist eine niederländische Juristin. Seit 2005 ist sie Mitglied des Hohen Rats der Niederlande.

## Leben und Wirken
Nach Abschluss ihrer juristischen Ausbildung trat Punt 1986 als Assistenzinspektorin den Dienst der niederländischen Steuerbehörden. 1989 stieg sie zur Inspektorin für Einfuhrzölle und Verbrauchsteuern auf, bevor sie ein Jahr später als Steuerberaterin zu KPMG wechselte. 2001 wurde sie Mitglied des niederländischen Tarifausschusses. 2002 trat sie als Richterin am Gerechtshof Amsterdam, einem der vier niederländischen Berufungsgerichte, in den Dienst der niederländischen Justiz. Am 24. Januar 2005 wurde sie zum Raadsher am Hohen Rat der Niederlande ernannt, wo sie seitdem tätig ist. 2020 war sie Mitglied eines Ausschusses von drei Richtern am Hohen Rat zur Findung eines neuen Gerichtspräsidenten.